# Johannes Bissels
Johannes Bissels (* 26. April 1898 in Hüls; † 23. April 1977) war ein deutscher Politiker und Landtagsabgeordneter (CDU).

## Leben und Beruf
Nach dem Besuch der Volksschule und des Realgymnasiums studierte er am Technikum Ilmenau und in Bingen und war bis 1926 als Ingenieur tätig. Ab 1933 war Bissels selbstständiger Kaufmann. Er war nach 1945 Mitglied der CDU.

## Abgeordneter
Vom 21. Juli 1958 bis zum 23. Juli 1966 war Bissels Mitglied des Landtags des Landes Nordrhein-Westfalen. Er wurde jeweils im Wahlkreis 035 Kempen-Ost direkt gewählt.
Dem Stadtrat der Stadt Siegburg gehörte er von 1928 bis 1930 und dem der Stadt Bonn von 1932 bis 1933 an. Nach dem Krieg war er Mitglied im Rat der Gemeinde Hüls und in den Jahren 1951 und 1952 Bürgermeister. Kreistagsmitglied des Kreises Kempen-Krefeld war Bissels von 1946 bis 1959.